# Mandioli
Mandioli is een Indonesisch eiland in de provincie Noord-Molukken. Het eiland ligt ten oosten van Batjan aan de andere kant van de Straat Batjan. Ten noorden van Mandioli ligt het eiland Kasiruta en ten zuiden de Straat Obi met aan de andere kant het eiland Obi.